# Vincent Hložník
Vincent Hložník (Svederník, 22 ottobre 1919 – Bratislava, 10 dicembre 1997) è stato un pittore, grafico, illustratore scultore slovacco, esponente dell'espressionismo.

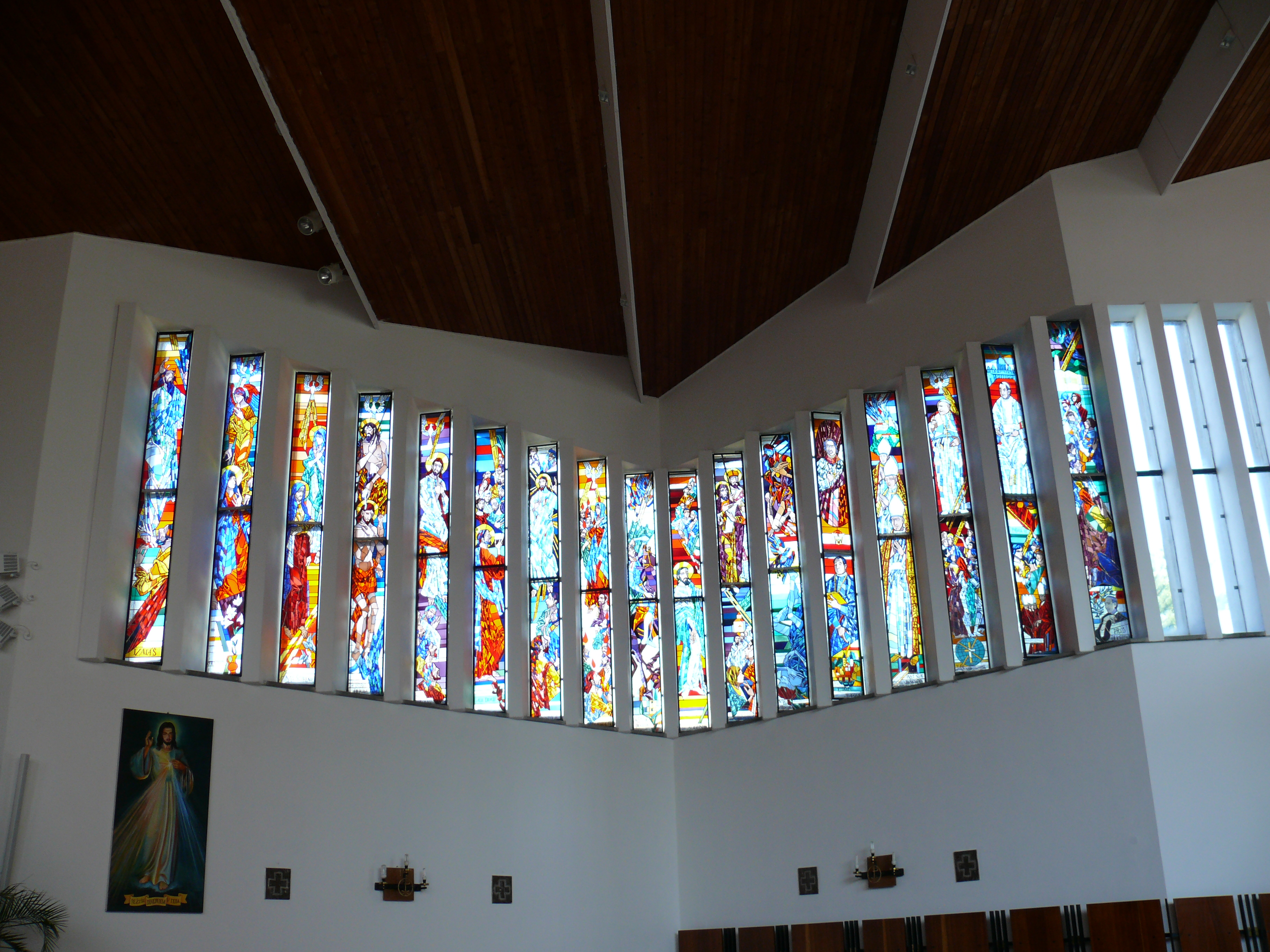
Vetrata di Vincent Hložník nella chiesa del villaggio di Zborov nad Bystricou

Appartiene alle più importanti personalità dell'arte figurativa slovacca, della generazione degli artisti della Seconda guerra mondiale, l'avanguardia giovanile. Illustrò oltre cento opere di letteratura slovacca e mondiale. Nelle sue opere reagì soprattutto agli eventi della Seconda guerra mondiale ed è stato tratto un documentario, intitolato Vincent Hložník, girato nel 1994 per la regia di Fedor Bartko.

## Biografia

### Infanzia
Nacque il 22 ottobre 1919 a Svederník, un villaggio nel distretto di Žilina nella famiglia di Imrich Hložník e di Mária Hložníková, nata Puškárová, primo di cinque figli. Fra i suoi parenti c'è anche il pittore Ferdinand Hložník. Trascorse l'infanzia nella valle del fiume Váh. Già da bambino disegnava volentieri e a quattordici anni già scelse una firma d'autore.

### Formazione
Nel 1926 iniziò a frequentare la scuola elementare di Svederník e cinque anni dopo frequentò la scuola media di Žilina. Nel 1933 si iscrisse al ginnasio della stessa città, in cui insegnava disegno il prof. Zdeněk Balaš, che notò nel ragazzo un eccezionale talento.
Fra il 1937 e il 1942 Hložník frequentò la Scuola artistico-industriale di Praga, in cui ebbe come insegnanti František Kysela e Josef Novák. Concluse gli studi con una tesi sul tema del circo (composizione figurativa "Sfilata di bellezza a cavallo" e "Vecchio commediante" – sei pannelli di vetro acidato e satinato con una dimensione totale di 300 x 200 cm). Suoi compagni di studio furono Viera Horáčková, Ota Janeček, Arnošt Paderlík, Václav Plátek, Zdeněk Seydl. Abitò al collegio di Hradčany dal 1937 al 1939, per breve tempo in un'abitazione privata e quindi in un altro collegio dal 1939 al 1942.
In questo periodo, la cultura ceca e le arti figurative in particolare si aprirono verso nuove direzioni, e nacquero importanti circoli e gruppi di artisti. In questi anni erano in auge i gruppi artistici Sedm v říjnu e Gruppo 42. Entrarono in queste formazioni di artisti cechi anche alcuni artisti slovacchi, che agivano nell'ambito della Conferenza artistica ed erano vicini soprattutto al Gruppo 42. Si trattava di Bedrich Hoffstúdter, Ján Želibský e Július Nemčík, ma figura più distintiva tra loro era il pittore Cyprián Majerník. Majerník e Hložník erano molto vicini l'uno all'altro: la figura di Don Chisciotte divenne il simbolo dei momenti difficili di quei giorni. Hložník fu anche impressionato dalla mostra di Cyprián Majerník alla Conferenza artistica di Praga nel 1940.
Fra il 1945 e il 1949 fu membro del circolo praghese Mánes, nel 1945 fu tra i fondatori del Gruppo di artisti figurativi 29 agosto. Nel 1948 compì un soggiorno di studio in Italia.
In seguito a una lettera e a una richiesta di Rudolf Pribiš, decise di insegnare all'Alta scuola di arti figurative di Bratislava. Dal 1952 al 1972 fu insegnante e capo del Dipartimento di Grafica libera (precedentemente Dipartimento di Grafica) e illustrazione di libri. Fu prorettore dal 1955 al 1959, mentre era rettore Jozef Kostka, e rettore dal 1960 al 1964.  Nel 1972, nel periodo della normalizzazione, per ragioni politiche fu costretto a lasciare la scuola e iniziò a operare come artista indipendente.
Nel 2009 la famiglia dell'artista ha donato alla regione di Žilina 799 opere e nella pinacoteca di Žilina (Považská galéria umenia) è stata allestita una mostra permanente.

## Opere
La produzione di Vincent Hložník è copiosa. Si dedicò alla pittura, alla grafica, all'illustrazione di libri e fu autore di realizzazioni artistiche nell'architettura. Le sue opere dedicate alla posizione dell'uomo nel mondo hanno sempre avuto un distinto carattere umanistico, etico e sociale, che ha quindi determinato l'inclinazione permanente dell'autore all'espressione figurativa espressivista.

### Caratteristiche
Vincent Hložník appartiene alla generazione interbellica. Nel suo lavoro si ritrovano istanze dell'arte europea e dalle avanguardie slovacche. Agli esordi Hložník riceve l'eredità di Pablo Picasso e dell'espressionismo (anni '40). Negli anni '50, si concentrò maggiormente sulla grafica che portò all'umanesimo e al realismo critico. Durante questo periodo, vengono creati alcuni dei suoi cicli, in cui si può osservare il suo elegante sviluppo. A quel tempo era diretto al neosurrealismo e all'astrattismo, che negli anni '60 portò all'estremo. Ma anche allora non abbandonò completamente la figuratività. A poco a poco, ritornò a essa ed elaborò un nuovo linguaggio artistico. Hložník è caratterizzato dalla reciproca influenza della pittura e della grafica. Ma la grafica è più dinamica e più aperta, in alcuni punti è un documento dell'attualità.
Il suo tema dominante era la posizione dell'uomo nel suo mondo. Vincent Hložník lo ha realizzato con diversi tipi di arti e tecniche. Nonostante ciò, il suo lavoro non può essere ridotto ad alcuni temi con una composizione tematica fissa. Sorprese con l'invenzione, sia nella materia sia nella componente semantica dell'opera. Trasse ispirazione dai suoi sogni, dal suo retroterra intellettuale e dalla vita quotidiana. Il suo contributo apporta all'arte slovacca  soprattutto responsabilità morali e professionali, mettendo in rilievo l'individualità intellettuale dell'artista.

### Gli esordi
Vincent Hložník iniziò alla Scuola artistico-industriale di Praga nel laboratorio della scuola generale di disegno e pittura e in seguito alla scuola speciale guidata dal prof. František Kysela. Disegnava molto e ben oltre i doveri scolastici, rappresentava Praga con il pennello o con la penna ed era costantemente ispirato dall'ambiente urbano. La prima mostra di Hložník in Slovacchia fu nel 1942 alla Casa dell'arte di Bratislava. Vincent Hložník portava qualcosa di nuovo: una composizione in disarmonia, che accentua l'effetto espressivo del motivo; spogliava l'anatomia di figure, deformava le articolazioni, esagerava le figure.
Era un eccellente disegnatore. Ciò è dimostrato da una serie di mostre personali e collettive in patria e in molti paesi in Europa, America e Asia. L'illustrazione ha avuto un'importanza notevole nel suo lavoro. Ha illustrato più di trecento libri, soprattutto per bambini, ma anche letteratura per adulti.
L'iconografia sacra è il vertice del suo lavoro. Hložník ha classificato il suo lavoro in cicli artistici. Realizzò il ciclo di litografie "Uomo, Fascismo, Insurrezione, Trasporto", il ciclo di xilografie "Terrore atomico" e la serie di dipinti "Il secolo dei lebbrosi" e il ciclo di disegni per la Costituzione.
Apprezzava gli artisti slovacchi e gli piacevano in particolare le opere di Ľudovít Fulla, Miloš Bazovský, Martin Benka e Koloman Sokol. I suoi cicli di "Rivelazione di angeli" e "Mondi animali", "Interni malati" sono celebri. Presenta il suo messaggio in una forma complessa.

### Pittura
- Večerná balada ("Ballata notturna"), 1941, olio su tela, 490 x 1190 mm, collezione privata
- Hlava ("Testa"), 1942, acquarello, 500 x 300 mm, collezione privata
- Vyhnaní vojnou ("Esuli"), 1944, tempera, guazzo su carta, 460 x 680 mm, collezione privata
- Utečenci ("Fuggiaschi"), 1945, tempera su cartone, 400 x 850 mm, collezione privata
- Býci ("Tori"), 1969, tempera, 980 x 980 mm,[6]
- Klietka ("Gabbia"), 1972, olio su cartone, 660 x 370 mm,[7]
- Ľudia a dravci ("Uomini e belve"), 1982. 1 750 x 850 mm

### Grafica e illustrazione
- Za Volhou nie je zem IV ("Dietro Olga non c'è terra IV"), 1960. linoleografia a due colori, 220 x 250 mm, Oravská galéria
- Čínske rozprávky II ("Fiabe cinesi II"), 1960, linoleografia a colori, 180 x 255 mm, Oravská galéria
- Slnko ("Sole"), 1962, xilografia colorata su carta, 530 x 540 mm, collezione privata
- Odyssea ("Odissea"), 1963, litografia a colori, 140 x 350 mm, Oravská galéria[8]
- Faust II, 1964. linoleografia, 400 x 255 mm, Oravská galéria
- Stretnutia / K poézii L. Novomeského ("Incontri. Per la poesia di Laco Novomeský"), 1971. linoleografia, 665 x 487 mm, Galleria nazionale slovacca
- Jazdci ("Corridori"), dal ciclo Apocalisse, 1975, 270 x 185 mm, Galleria nazionale slovacca
- Kruh ("Cerchio"), 1978, 285 x 206 mm, Galleria nazionale slovacca
- Býci ("Tori"),  15.12.1994. francobollo postale, incavo rotativo combinato con la stampa rotocalco, 40 x 50 mm[9]

### Sculture
- Žena ("Donna"), bronzo, 400 mm, Art-galéria- Schürger, Tvrdošín
- Danae, bronzo, Art-galéria- Schürger, Tvrdošín[10]
- Akt I. ("Nudo I"), bronzo, 560 mm, Galéria Art Nouveau, Liptovský Mikuláš[11]
- Akt II ("Nudo I"), bronzo, 400 mm, Galéria Art Nouveau, Liptovský Mikuláš[11]

## Mostre
Durante la sua vita ha tenuto diverse mostre personali e straniere, ad esempio a Bratislava (1942, 1943, 1948, 1949, 1957, 1962), a Budapest (1957), a Città del Messico (1958) e a Londra (1965). La Galleria nazionale slovacca ha organizzato mostre collettive nel 1975 e nel 1984.
Le gallerie contemporanee tornano all'opera di Vincent Hložník. Ad esempio, nel 2006 la Galleria d'Arte Moderna di Čunovo ha organizzato una mostra dei suoi oli. Hložník ha donato 100 quadri alla Repubblica slovacca. Il suo desiderio era che questo dono unico fosse gestito dalla Matica slovenská. Nel novembre 2007, la Matica slovenská ha organizzato una mostra della selezione di queste opere intitolata Hlboko v slovenskej zemi ("Nel profondo della terra slovacca") nella Pinacoteca della Matica slovenská.
Le opere di Vincent Hložník sono rappresentate in tutte le pinacoteche slovacche. Per esempio la pinacoteca Považská di Žilina ha una mostra permanente che presenta una selezione dei suoi dipinti dagli anni '40 alla seconda metà degli anni '90. Una parte significativa della collezione della galleria è stata donata dalla moglie dell'artista Viera Hložníková.

### Principali mostre individuali
- 1942 – Dipinti e disegni, Dom umenia, Bratislava
- 1943 – Pastelli e disegni di Vincent Hložník, Dom umenia, Bratislava
- 1948 – Mostra di grafica di Vincent Hložník, Bratislavský umelecký kabinet, Bratislava
- 1957 – Mostra di grafica e illustrazione, Budapest
- 1958 – Grafica e illustrazione, Città del Messico, Kiev, Berlino, Japala
- 1959 – Grafica e illustrazione, Bogotà, L'Avana
- 1962 – Vincent Hložník – Ciclo contro la guerra, Dům pánů z Kunštátu, Brno
- 1965 – Mostra di grafica, Ladengalerie, Berlino Ovest
- 1978 – La tradizione della xilografia in Slovacchia, l'artista nazionale Vincent Hložník, Grafica 1945 – 1977, Oblastná galéria, Banská Bystrica
- 1979 – Mostra di grafica. Nell'occasione del 60º compleanno dell'artista, Galerie Václava Špály, Praga
- 1982 – L'artista nazionale Vincent Hložník: dipinti, pastelli, grafica, Antologia 1970 – 1980, Galerie výtvarného umění, Ostrava
- 1983 – Retrospettiva dell'opera dell'artista nazionale Vincent Hložník alla II biennale di grafica Varna '83, Palác športu a kultúry, Varna
- 1985 – Vincent Hložník – Opere complete, dipinti e grafica, Národní galerie, Praga
- 1987 – Dall'Apocalisse, Oblastní galerie výtvarného umění, Gottwaldov
- 1988 – Vincent Hložník nel disegno, Považská galéria, Žilina
- 1994 – Vincent Hložník – 100 anni. Antologia – Dono dell'autore alla Repubblica slovacca, Galéria Júliusa Jakobyho, Košice
- 1997 – Antologia di Vincent Hložník, Galéria Klasik, Žilina[2]
- 2014 - Messaggi e visioni - Gli anni 40 del XX secolo, Galéria Nedbalka, Bratislava

## Riconoscimenti
- 1941 – Primo premio per il saggio scolastico, Scuola artistico-industriale, Praga
- 1947 – Premio della Matica slovenská per l'illustrazione
- 1948 – Menzione d'onore per il dipinto Trio alla Mostra internazionale di Forte dei Marmi
- 1953 – Primo premio nel concorso 29 agosto, organizzato dall'Unione dei combattenti antifascisti
- 1954 – Primo premio per la grafica nel concorso del Decennale dell'Insurrezione nazionale slovacca per il ciclo Insurrezione
- 1954 – Primo premio per l'illustrazione del Ministero della scuola e della cultura
- 1954 – Titolo di laureato al premio di Stato per i cicli grafici Guerra, Fascismo e Insurrezione
- 1955 – Primo premio nel concorso del Decennale della Liberazione per il ciclo Viaggio verso la liberazione
- 1955 – Primo premio per l'illustrazione del Ministero della scuola e della cultura
- 1955 – Secondo premio per la grafica alla mostra per il Festival internazionale della gioventù di Varsavia
- 1956 – Titolo di laureato al premio di Stato per il ciclo Viaggio verso la liberazione
- 1956 – Primo premio per l'illustrazione del Ministero della scuola e della cultura
- 1958 – Premio David Bright Foundation alla XXIX Biennale d'arte di Venezia per il ciclo di grafica "Agonia della guerra" e per l'illustrazione di libri
- 1959 – Medaglia d'argento per l'illustrazione di libri per ragazzi al Salone internazionale del libro di Lipsia per l'illustrazione del libro di Daniel Defoe Robinson Crusoe
- 1959 – Medaglia d'oro nella categoria Migliore grafica al Dipartimento Grafica libera e illustrazione libraria dell'Alta scuola di arti figurative di Bratislava al Salone internazionale del libro di Lipsia
- 1960 – Primo premio nel concorso nazionale nel XV anniversario della Repubblica democratica cecoslovacca per il ciclo di linoleografie per Národ di Janko Jesenský
- 1961 – Primo premio nel Concorso del Partito Comunista Cecoslovacco per la lotta per il socialismo e il comunismo
- 1961 – Primo premio nel concorso per il 40º anniversario del Partito Comunista Cecoslovacco
- 1961 – Premio Fraňo Kráľ per l'illustrazione del libro Mačkin dom
- 1962 – Premio Cyprián Majerník
- 1963 – Premio slovacco per la grafica e l'illustrazione di libri
- 1963 – Premio dell'editore Mladé letá per l'illustrazione del libro Jasietka
- 1965 – Premio dell'editore Mladé letá per l'illustrazione del libro di Wilhelm Hauff Fiabe dal deserto e dal mare
- 1965 – Medaglia d'argento al Salone internazionale del libro di Lipsia per l'illustrazione del libro di Wilhelm Hauff Fiabe dal deserto e dal mare
- 1967 – Menzione d'onore per le proposte di francobolli
- 1967 – Premio Fraňo Kráľ per l'illustrazione di libri per ragazzi
- 1967 – Premio annuale Vít Nejedlý nella Giornata dell'esercito cecoslovacco
- 1968 – Titolo di artista nazionale
- 1969 – Menzione d'onore nel concorso per il libro più bello della Cecoslovacchia
- 1971 – Terzo premio nel concorso per il 50º anniversario del Partito Comunista Cecoslovacco
- 1980 – Gran premio alla VI biennale internazionale di xilografia di Banská Bystrica
- 1981 – Gran premio alla I biennale di grafica di Varna
- 1982 – Premio dell'editore Mladé letá per l'illustrazione del libro di Hans Christian Andersen
- 1983 – Premio dell'Unione slovacca degli artisti figurativi per l'anno 1983. Medaglia del movimento pacifista cecoslovacco[2]
- 1991 – Ordine di Tomáš Garrigue Masaryk di III classe
- 1992 – Premio Orol Tatranský della Matica slovenská
- 1992 – Premio d'onore alla XX biennale internazionale di xilografia di Banská Bystrica